# Lage Malm
Lars Viktor Lage Malm, född 5 april 1897 i Kristinehamn, Värmlands län, död 24 juni 1971 i Danderyd, var en svensk professor och maskiningenjör.
Lage Malm avlade 1921 civilingenjörsexamen vid KTH och var 1922–1924 anställd som driftsingenjör vid Iggesunds bruk. Han blev 1939 professor i värmeteknik och maskinlära vid KTH. Han invaldes 1950 som ledamot av Ingenjörsvetenskapsakademien. Lage Malm är begravd på Djursholms begravningsplats.